# Heppenheim (Bergstraße)
Heppenheim, care se pronunță simplificat /'hepənhaim/, este un oraș din landul Hessa, Germania.
Are drept cetățean onorific pe Sebastian Vettel (pronunție simplificată: /se'bas.ti.an 'fetəl/), care în anul 2010, la numai 23 de ani, a devenit campion mondial la cursele de automobile de Formula 1. Vettel este cel mai tânăr campion mondial la Formula 1 care a existat vreodată. Este german, domiciliat în Elveția.